# Good Kill
Good Kill è un film del 2014 scritto e diretto da Andrew Niccol, con protagonista Ethan Hawke.
Il film è stato presentato, in concorso, durante la 71ª edizione della Mostra internazionale d'arte cinematografica di Venezia.

## Trama
Thomas Egan è un pilota di caccia da combattimento, passato poi a pilotare droni, usati quotidianamente contro i talebani. Alterna la sua occupazione nella guerra con la dinamica familiare, avendo anche moglie e figli. Con il passare del tempo si chiede sempre più se il suo comportamento sia corretto e se con il suo operato non stia contribuendo alla creazione di nuovi terroristi.

## Produzione
Le riprese del film sono iniziate nel dicembre 2013, sono terminate nel febbraio 2014 e si sono svolte tra Marocco e Nuovo Messico.

## Promozione
Il primo trailer del film viene diffuso il 6 gennaio 2015.

## Distribuzione
Il film è stato presentato alla 71ª edizione della Mostra internazionale d'arte cinematografica di Venezia e distribuito nelle sale cinematografiche italiane dal 25 febbraio 2016.

## Riconoscimenti
- 2014 - Mostra internazionale d'arte cinematografica
  - Candidatura per il Leone d'oro al miglior film